# 圣母主教座堂 (锡永)

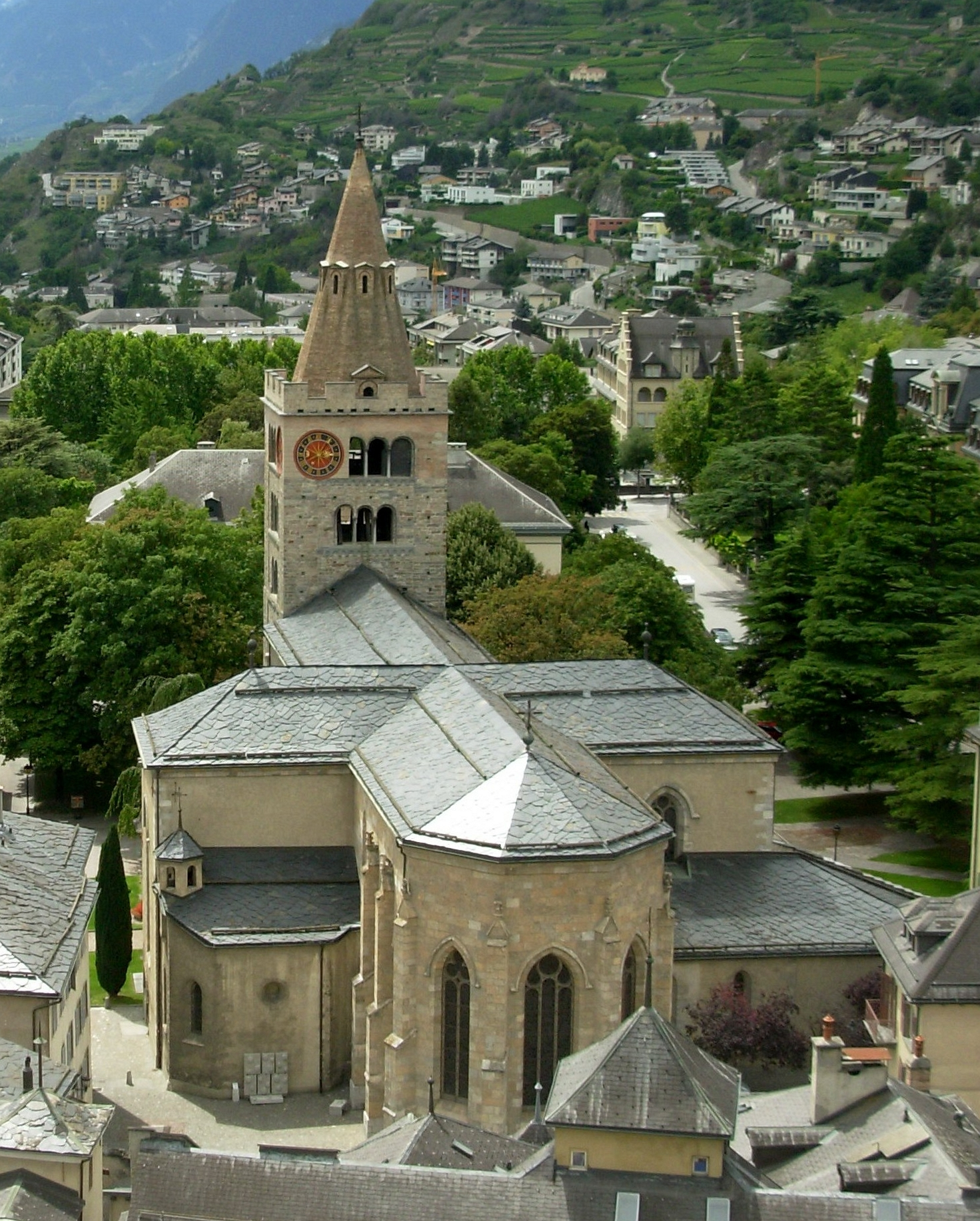
圣母主教座堂

圣母主教座堂（法語：Cathédrale Notre-Dame de Sion，有時也稱作 ）是天主教锡永教区的主教座堂，位于瑞士瓦萊州锡永。
该堂拥有世界最古老的能演奏的管风琴。